# William Happer
William Happer (27 luglio 1939) è un fisico britannico naturalizzato statunitense.

## Biografia
Figlio di un ufficiale medico scozzese e di una missionaria medica statunitense della Chiesa luterana, Happer è nato nelle Province dell'India britannica, dove il padre era in servizio nell'Esercito Anglo-Indiano. In seguito allo scoppio della seconda guerra mondiale, Happer e sua madre furono inviati negli Stati Uniti e trascorsero gli anni della guerra in Tennessee presso parenti, mentre il padre combatteva con l'esercito britannico. Finita la guerra la famiglia tornò in India, ma a seguito dell'indipendenza del Paese si trasferì in Scozia nel 1948. Nel 1950 la famiglia emigrò negli Stati Uniti, stabilendosi definitivamente nella Carolina del Nord. Completati gli studi scolastici, Happer si è iscritto all'Università della Carolina del Nord, dove ha conseguito il Bachelor of Science in fisica nel 1960. Ha poi perfezionato i suoi studi all'Università di Princeton, dove ha conseguito il Ph.D nel 1964. Dopo il dottorato si è trasferito alla Columbia University come ricercatore, percorrendo i diversi gradini della carriera accademica fino a diventare professore ordinario. Durante la sua permanenza alla Columbia University, Happer ha diretto anche il Columbia Radiation Laboratory. Nel 1976 è entrato a far parte del Comitato JASON, un gruppo indipendente di scienziati di élite che fornisce consulenze al governo degli Stati Uniti su questioni riguardanti la scienza e la tecnologia. Nel 1980 è stato nominato professore di fisica all'Università di Princeton. Dal 1987 al 1990 è stato presidente del Comitato JASON. Nel 1991, in seguito all'elezione di George H. W. Bush alla presidenza degli USA, Happer ha lasciato temporaneamente l'insegnamento universitario per assumere l'incarico di direttore scientifico del Dipartimento dell'energia degli Stati Uniti d'America. Nel 1993, dopo l'elezione di Bill Clinton, Happer ha lasciato il suo incarico per diversità di vedute sul problema del buco nell'ozono ed è ritornato ad insegnare all'Università di Princeton. Nel 1995 è stato nominato titolare della cattedra di fisica intitolata a Eugene Higgins; dal 1995 al 2005 ha ricoperto anche l'incarico di presidente del Consiglio di ricerca dell'Università di Princeton. Nel 2003 è stato nominato titolare della cattedra di fisica dell'Università di Princeton intitolata a Cyrus Fogg Brackett. Nel 2014 si è ritirato dall'attività accademica ed è stato nominato professore emerito. Durante la presidenza di Donald Trump, Happer è stato chiamato a far parte del Consiglio per la sicurezza nazionale e nel biennio 2018-2019 ha ricoperto l'incarico di direttore senior per le tecnologie emergenti. Happer è sposato e dalla moglie Barbara ha avuto due figli.
Durante la sua carriera, Happer si è occupato di studi nel campo della fisica atomica, dell'ottica e della spettroscopia. Le sue ricerche hanno riguardato in particolare l'ottica adattiva, il pompaggio ottico e l'interazione della luce laser con la materia, che ha permesso la realizzazione di stelle-guida laser per i telescopi ad ottica adattiva. Happer fa parte dell'American Physical Society, dell'Accademia nazionale delle scienze degli Stati Uniti e dell'American Academy of Arts and Sciences. È autore o coautore di più di duecento pubblicazioni.

## Posizioni sui cambiamenti climatici
Happer ha assunto posizioni scettiche sull'origine antropica riscaldamento globale, ritenendo che le cause del riscaldamento attuale siano in gran parte di origine naturale e che il contributo dell'anidride carbonica emessa a seguito delle attività umane sia molto modesto. Nel 2006 Happer è stato nominato presidente dell'Istituto George C. Marshall, un centro studi di orientamento conservatore che ha assunto posizioni scettiche su varie questioni riguardanti le scienze ambientali, come il buco nell'ozono e il riscaldamento globale. In un intervento del 2014, Happer ha dichiarato che "la demonizzazione del diossido di carbonio è come la demonizzazione dei poveri ebrei sotto Hitler". Nel 2015, in seguito alla chiusura dell’Istituto Marshall, Happer ha fondato con alcuni colleghi la CO2 Coalition, un’organizzazione di orientamento conservatore che si propone di contestare le politiche sulla mitigazione del cambiamento climatico basate sulla riduzione delle emissioni di anidride carbonica mediante l’abbandono graduale dei combustibili fossili.
Altri scienziati, pur riconoscendo le credenziali scientifiche di Happer nel campo dell'ottica e della fisica nucleare, hanno obiettato che non è uno scienziato del clima e hanno contestato le sue affermazioni e la sua posizione politica, con il suo coinvolgimento nell'amministrazione del presidente Trump. Lo scienziato Michael Oppenheimer, docente di Scienze della Terra all'Università di Princeton e fondatore del Climate Action Network, ritiene che le affermazioni di Happer siano "semplicemente non vere" e afferma che la maggioranza delle evidenze scientifiche e l'opinione della maggior parte degli esperti indicano una forte influenza antropica sull'aumento delle temperature medie globali.

## Riconoscimenti
- Premio Herbert P. Broida - 1997
- Premio Davisson-Germer - 2000